# Установка дегідрогенізації пропану в Джубаїль (Al-Waha)
Установка дегідрогенізації пропану в Джубаїль (Al-Waha) — виробництво нафтохімічної промисловості у Саудівській Аравії, споруджене саудівськими та європейськими інвесторами через компанію Al-Waha.
Потужна нафтопереробна промисловість Саудівської Аравії під час своєї роботи видає також велику кількість пропілену — другого за масовістю продукту органічної хімії в світі. Проте його очистка до рівня, придатного для полімеризації, доволі витратний процес, тому в світі виготовлення поліпропілену переважно спирається на продукцію установок парового крекінгу або спеціалізованих виробництв пропілену. Серед останніх найбільш поширені ті, що використовують технологію дегідрогенізації пропану. Враховуючи наявність великого ресурсу останнього, в Саудівській Аравії у 2000-х роках ввели в експлуатацію одразу кілька таких установок, четвертою серед яких став проект місцевої Sahara Petrochemical та європейської компанії Basell (BASF/Shell, вже під час спорудження установки відбулось її злиття з американською Lyondell у концерн LyondellBasell). Партнерам належать частки у 75 та 25 % відповідно в компанії Al-Waha, через яку власне й реалізували проект.
Підряд на спорудження установки видали в 2005-му південнокорейській Daelim Industrial та італійській Tecnimont. Будівельні роботи стартували у січні наступного року та завершились запуском виробництва навесні 2009-го. Установка, що використовує технологію компанії UOP (Honeywell), має потужність 450 тисяч тонн пропілену на рік та доповнена лінією полімеризації, розрахованою на виробництво такої ж кількості поліпропілену. 
Необхідну сировину — пропан — постачає державний нафтогазовий гігант Saudi Aramco, при цьому її доставка до Джубайлю відбувається по пропанопроводу Джуайма – Джубайль та введеній в дію у другій половині 2010-х багатонитковій системі Васіт – Джубайль. В подальшому пропан зможе надходити по багатонитковим системам Танаджиб – Джубайль (з середини 2020-х) та Ріяс – Джубайль (з другої половини 2020-х).
Можливо відзначити, що на момент введення в експлуатацію установки Al-Waha в Джубайлі вже працювало два подібні виробництва — компаній Saudi Polyolefins та Advanced Petrochemical Company.